# The Other Side of the Hedge
The Other Side of the Hedge je britský němý film z roku 1905. Režisérem je Lewin Fitzhamon (1869–1961). Film trvá necelé 2 minuty.

## Děj
Mladý pár je na pikniku spolu s doprovodem. Když doprovod usne, oba se schovají za keř, na který pověsí své čepice tak, aby byly dostatečně daleko od sebe, aby to vypadalo, že i oni jsou od sebe. Když se jejich společník probudí, myslí si, že jsou od sebe, a tak zase ulehne, i když ve skutečnosti oba milenci leží schovaní jeden vedle druhého.